# Symmetrische tensor
In wiskunde, bedoelt men met  symmetrische tensor een tensor die invariant is onder permutatie van zijn indices. Een tensor van orde r is dus symmetrisch indien
{\displaystyle T_{i_{1}i_{2}\dots i_{r}}=T_{i_{\sigma 1}i_{\sigma 2}\dots i_{\sigma r}}}
voor elke permutatie σ van de getallen {1,2,...,r}.

## Symmetrisatie
Men kan van elke tensor een gesymmetriseerde versie construeren, als volgt:
{\displaystyle T_{(i_{1}i_{2}\dots i_{r})}={\frac {1}{r!}}\sum _{\sigma \in {\mathfrak {S}}_{r}}T_{i_{\sigma 1}i_{\sigma 2}\dots i_{\sigma r}}.}
In woorden: neem het gemiddelde van alle tensoren, bekomen door permutatie van twee indices van de oorspronkelijke tensor. De bekomen tensor {\displaystyle T_{(i_{1}i_{2}\dots i_{r})}} noteert men ook wel als {\displaystyle \operatorname {Sym} \,T}. Voor een symmetrische tensor is dus
{\displaystyle \operatorname {Sym} \,T=T}

## Voorbeelden
Veel tensoren die optreden in de natuurkunde zijn voor te stellen als symmetrische tensoren/tensorvelden. Voorbeelden zijn: mechanische spanning in een materiaal, anisotrope rek, enzovoort.
Ook onder de tensoren die voorkomen in de formulering van de algemene relativiteitstheorie zijn er veel symmetrisch: bijvoorbeeld de Einstein-tensor en de metriek.